# The Sensitive Sound of Dionne Warwick
| Recensione | Giudizio |
| ---------- | -------- |
| AllMusic   |          |

The Sensitive Sound of Dionne Warwick è il quarto album della cantante statunitense Dionne Warwick, pubblicato dalla Scepter nel 1965. È prodotto da Burt Bacharach e Hal David.

## Storia
L'album è noto per l'inclusione dei singoli Who Can I Turn To e You Can Have Him. Presenta anche una cover dello standard Unchained Melody (dal film Senza catene), che i Righteous Brothers avrebbero dovuto portare nella Top 10, più tardi, nello stesso anno. L'album è stato rimasterizzato digitalmente e ristampato su CD, il 20 novembre 2001, dalla Collectables.

## Tracce
Tutti i brani sono di Burt Bacharach (musiche) e Hal David (testi), tranne dove indicato.

### Lato A
1. Unchained Melody (dal film Senza catene) – 4:12 (testo: Hy Zaret – musica: Alex North)
2. Who Can I Turn To? – 3:10 (Anthony Newley, Leslie Bricusse)
3. How Many Days of Sadness? – 3:21
4. Is There Another Way to Love You? – 2:30
5. Where Can I Go Without You? – 3:05 (testo: Peggy Lee – musica: Victor Young)

### Lato B
1. You Can Have Him – 4:01 (Bill Cook)
2. Wives and Lovers – 3:04
3. Don't Say I Didn't Tell You So – 3:23
4. Only the Strong, Only The Brave – 2:19
5. Forever My Love – 2:16
6. That's Not the Answer – 2:05

## Classifiche
| Classifica (1965) | Posizione di picco |
| ----------------- | ------------------ |
| Billboard Top LPs | 107                |

### Singoli
| Anno | Titolo            | Posizione di picco | Posizione di picco | Posizione di picco |
| Anno | Titolo            | USA                | USA R&B            | UK                 |
| ---- | ----------------- | ------------------ | ------------------ | ------------------ |
| 1965 | Who Can I Turn To | 62                 | 36                 | —                  |
| 1965 | You Can Have Him  | 75                 | —                  | 37                 |